# Leopold von Leonrod

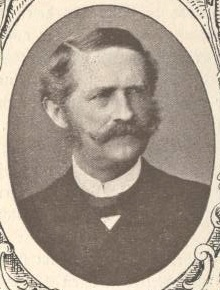
Leopold von Leonrod

Leopold Freiherr von Leonrod (* 13. Dezember 1829 in Ansbach; † 6. Oktober 1905 in München) war ein bayerischer Jurist und Justizminister.

## Herkunft
Leopold von Leonrod stammte aus der freiherrlichen Familie von Leonrod und war der Sohn des Ansbacher Appellationsgerichts-Präsidenten Ludwig von Leonrod (1774–1859) sowie dessen Gattin Rosina geb. Freiin von Stengel (1786–1862), Enkelin des bayerischen Finanzfachmannes Stephan von Stengel, welcher ein natürlicher Sohn des Kurfürsten Karl Theodor gewesen sein soll.

## Leben
Der Adelige besuchte die Pagerie in München, wurde Kammerjunker und studierte dann Jura an den Universitäten Würzburg, Heidelberg und München. 1853 bestand er sein Staatsexamen mit Auszeichnung und erhielt 1857 seine erste Stelle als Staatsanwaltssubstitut (Vertreter) am Bezirksgericht München. 1859 ernannte man Leonrod zum Bezirksgerichtsassessor in Nürnberg, 1862 zum II. Staatsanwalt in Traunstein, 1865 zum Gerichtsrat am Bezirksgericht München I, 1867 zum Stadtrichter und Vorstand des Stadtgerichts München, 1872 zum I. Staatsanwalt am Bezirksgericht München I und 1877 zum 2. Direktor dieses Gerichtes.
Im Jahre 1879 avancierte Leopold von Leonrod zum Direktor und 1885 zum Präsidenten des Landgerichtes München I. 1887 berief ihn Prinzregent Luitpold von Bayern zum Justizminister des Königreichs, welches Amt er bis 1902 innehatte. Er nahm aus Gesundheitsgründen, hauptsächlich wegen eines Augenleidens, seinen Abschied.
In seiner Amtsperiode erfolgte 1900 die Einführung des Bürgerlichen Gesetzbuches als Reichsgesetz und die daraus resultierenden Anpassungen der bayerischen Gesetze bzw. der Justizverwaltung. Ebenso wurden während seiner Ministerzeit in ganz Bayern die Grundbücher angelegt und Grundbuchämter eingerichtet.
Leopold von Leonrod vermählte sich 1860 mit Rosa von Welser, Tochter des Appellationsgerichts-Direktors Johann Michael Freiherr von Welser und seiner Gattin Friederike geb. von Leonrod (1817–1839).
Der Eichstätter Bischof Franz Leopold von Leonrod (1827–1905) war der ältere Bruder des Ministers. Weitere Brüder waren Karl von Leonrod (1817–1905), bayerischer Generalleutnant und persönlicher Freund des Prinzregenten, sowie August von Leonrod (1819–1904) General der Kavallerie, dessen Gattin Sybilla von Leonrod geb. Meilhaus als Erzieherin von König Ludwig II. fungierte.

## Ehrungen
- Inhaber und Kapitular des bayerischen Hubertusordens
- Nach ihm ist der Leonrodplatz in München benannt